# Alfonso dei Liguori
Alfonso Maria dei Liguori, född 27 september 1696 i Neapel, död 1 augusti 1787 i Pagani, var en italiensk romersk-katolsk biskop, teolog och ordensgrundare. Han grundade Den allraheligaste Återlösarens kongregation (italienska Congregazione del Santissimo Redentore), mera känd som Redemptoristorden. Han har haft stort inflytande på den katolska mariologin och moralteologin. Alfonso dei Liguori helgonförklarades av Romersk-katolska kyrkan 1839 och 1871 utropades han till kyrkolärare. Hans helgondag firas den 1 augusti.

## Biografi
Alfonso dei Liguori föddes i Marianella i Neapel som son till den neapolitanske adelsmannen Giuseppe dei Liguori. Han började sin karriär inom juridiken, varigenom han skaffade sig ansenlig livserfarenhet. När han förlorade ett viktigt mål, där han företrädde en neapolitansk adelsman mot storhertigen av Toscana och missbedömde den bindande kraften i ett centralt dokument, lämnade han förkrossad juridiken.
År 1726 prästvigdes han och grundade Den allraheligaste Återlösarens kongregation 1732; dess medlemmar kallades också liguorister eller redemptorister. Dess huvudkvarter förlades först i Scala nära Salerno, men flyttades sedan till Nocera dei Pagani. Ordensmedlemmar var förbjudna att ta tjänst vid ordinarie skolor, vilket annars är en vanlig försörjning för dylika ordnar, utan de skulle istället ge religiös vägledning åt fattiga, särskilt på landsbygden.
Hans i katolska kretsar vida beundrade bok Glorie di Maria utkom 1750 och är ett av de arbeten i mariologi som givit honom en särskild plats i den katolska teologin. Tre år senare utkom han med ett verk i moralteologi. Det senare verket reviderades och utökades, och återutgavs 1755 på latin med titeln Homo Apostolicus. Han utgav ett flertal verk under sitt liv, förutom avhandlingar hymner och böner, som Tu scendi dalle stelle och Quanno Nascetti Ninno.
På påvens uttryckliga begäran antog Liguori 1762 erbjudandet att bli biskop av Sant'Agata dei Goti, i Benevento, detta sedan han avböjt att bli ärkebiskop av Palermo. I den befattningen verkade han för praktiska reformer, särskilt vad beträffade prästernas leverne och tjänstgöring. 1775 avgick han som biskop på grund av hälsoproblem, drog sig undan hos redemptoristerna, och avled i Nocera 1787.
Han förklarades som kyrkolärare 1871 av påve Pius IX. Påve Pius XII utsåg honom 1950 till skyddshelgon för biktfäder och moralteologer, och skrev om honom i sin encyklika Haurietis Aquas 1956. Som kyrkolärare har han titeln Doctor Zelantissimus.

### Webbkällor
- ”St. Alphonsus Liguori”. Catholic Encyclopedia. New Advent. http://www.newadvent.org/cathen/01334a.htm. Läst 1 augusti 2017.
- ”Sant'Alfonso Maria de' Liguori, vescovo e dottore della Chiesa”. Santi e Beati. http://www.santiebeati.it/dettaglio/23850. Läst 1 augusti 2017.